# Cento scalini/Albergo a ore
Cento scalini/Albergo a ore è un singolo del cantautore italiano Herbert Pagani, pubblicato dalla Mama nel 1969.

## Descrizione
La canzone sul lato A, Cento scalini, venne presentata da Pagani a Canzonissima 1969, nella quinta puntata andata in onda il 25 ottobre 1969, senza qualificarsi per la fase successiva.
Il brano sul lato B è la cover di Les amants d'un jour, canzone francese scritta da Claude Delécluse e Michèle Senlis per il testo e da Marguerite Monnot per la musica, portata al successo in Francia da Édith Piaf nel 1956.

## Tracce
LATO A
1. Cento scalini (testo: Herbert Pagani, Nisa – musica: Guido Lombardi)

LATO B
1. Albergo a ore (testo: Herbert Pagani – musica: Marguerite Monnot)